# Макмэн, Винс
Ви́нсент Ке́ннеди Макмэ́н (англ. Vincent Kennedy McMahon, МФА (амер.) [vɪns məkˈmæn]; род. 24 августа 1945[…], Пайнхерст, Северная Каролина[…]) — американский промоутер рестлинга, предприниматель, медиамагнат и рестлер. Он является основателем WWE, крупнейшей в мире рестлинг-промоушна. На протяжении 40 лет занимал ключевые должности в компании, включая посты председателя совета директоров, CEO и основного акционера. Также занимал пост исполнительного председателя материнской компании — TKO Group Holdings, которая управляет WWE и Ultimate Fighting Championship (UFC). В 2017 году основал Alpha Entertainment, через которую осуществил перезапуск лиги американского футбола XFL.
В 1968 году Макмэн окончил Восточно-Каролинский университет со степенью в области бизнеса. Большую часть 1970-х годов он работал комментатором в компании WWWF своего отца Винсента Джей. Макмэна, а в 1982 году купил её и практически монополизировал индустрию, которая до этого функционировала как группа мелких компаний по всей территории США. Это привело к созданию ежегодного шоу WrestleMania, которое с тех пор стало самым успешным событием в рестлинге за всю историю. В 1990-х годах WWE столкнулась с конкуренцией со стороны World Championship Wrestling (WCW), но в 2001 году приобрела её. В 2003 году WWE также приобрела активы прекратившей своё существование компании Extreme Championship Wrestling (ECW).
Макмэн начал ряд предприятий, связанных с WWE, в 2014 году он запустил WWE Network, стриминговый сервис по подписке. Макмэн также владеет другими дочерними компаниями WWE, связанными с мультимедиа, такими как кино, музыка и журналы, а также системой школ рестлинга. За пределами рестлинга Макмэн дважды был совладельцем и управляющим футбольной лиги XFL, обе итерации распались после одного сезона, причём вторая — из-за пандемии COVID-19. Он также возглавлял недолго просуществовавшую World Bodybuilding Federation и является совладельцем бренда одежды Tapout.
С 1997 года Макмэн часто появляется в сюжетах WWE, в том числе в качестве рестлера, под именем Мистер Макмэн (англ. Mr. McMahon). Он двукратный чемпион мира: чемпион WWF и чемпион ECW, а также победитель «Королевской битвы» 1999 года. Как реслер одерживал победы над бывшими чемпионами WWF/WWE Гробовщиком, Риком Флэром, Шоном Майклзом и Трипл Эйчем.
Промоутер в третьем поколении (следуя по стопам своего деда Джесса и отца Винсента Джей Макмэна). С 1966 года женат на Линде Макмэн. Отец Стефани и Шейна Макмэнов, тесть Трипл Эйча.
После обвинений в том, что у него был роман с сотрудницей и он заплатил ей 3 миллиона долларов США «за молчание», 17 июня 2022 года Макмэн добровольно покинул пост председателя и генерального директора WWE, до завершения внутреннего расследования. Дочь Макмэна, Стефани, была назначена временно исполнять обязанности генерального директора и председателя совета директоров. 22 июля 2022 года Винс Макмэн официально объявил о своем уходе. В январе 2023 года было объявлено, что Макмэн возвращается в WWE в качестве исполнительного председателя совета директоров.
12 сентября 2023 года состоялось слияние UFC и WWE в компанию  TKO Group Holdings, в результате которого создана «спортивно-развлекательная компания стоимостью 21 миллиард долларов». Макмэн исполнял обязанности исполнительного председателя новой компании до января 2024 года, после чего подал в отставку на фоне вновь появившихся обвинений в сексуальной агрессии. В настоящее время Макмахон находится под федеральным следствием.

## Ранняя жизнь
Винсент Кеннеди Макмэн родился 24 августа 1945 года в Пайнхерсте, Северная Каролина, он младший сын Виктории (урождённой Ханнер, позже Эскью, 1920—2022) и Винсента Джеймса Макмэн. Отец Макмэна ушёл из семьи, когда он был ещё младенцем, и забрал с собой старшего сына, Рода, поэтому он не встречался со своим отцом до 12 лет. Дедом Макмэн по отцовской линии был промоутер Джесс Макмэн, чьи родители были иммигрантами ирландского происхождения из графства Голуэй. Его бабушка по отцовской линии, Роуз Дэвис, также была ирландского происхождения. Макмэн был воспитан как Винни Луптон и провёл большую часть своего детства, живя с матерью и отчимом. Макмэн утверждал, что один из его отчимов, Лео Луптон, избивал его мать и нападал на него, когда он пытался защитить её. В 2001 году Винс сказал: «Очень жаль, что он умер, прежде чем я мог убить его. Мне бы это понравилось»|. В детстве и юности Макмэн имел многочисленные проблемы с законом, поэтому после очередного инцидента был поставлен перед выбором — отправиться в исправительную школу или в военную академию. Винс выбрал военную школу Фишберна в Уейнсборо, Виргиния, обучение в которой оплатил его настоящий отец, и которую он с трудом окончил в 1964 году. В детстве преодолел дислексию.

## Карьера в бизнесе

### World Wide Wrestling Federation (1969—1979)
Макмэн впервые встретился с промоутером Capitol Wrestling Corporation, своим отцом Винсентом Макмэном, в возрасте 12 лет. В этот момент Макмэн заинтересовался реслингом и часто сопровождал отца в поездках в «Мэдисон-сквер-гарден». Макмэн хотел быть реслером, но отец не позволил ему, объяснив, что промоутеры не появляются на шоу и должны оставаться в стороне от своих борцов.
В 1968 году Макмэн окончил Университет Восточной Каролины со степенью бакалавра и после работал торговым агентом, но стремился получить руководящую должность в компании отца World Wide Wrestling Federation (хотя старший Макмэн не был в восторге от идеи, что его сын войдёт в этот бизнес). В 1969 году Макмэн дебютировал в качестве ринг-анонсера на WWWF All-Star Wrestling. В 1971 году он был назначен в небольшую компанию в штате Мэн, где он промоутировал своё первое шоу. Позднее он стал комментатором, сменив Рэя Моргана в 1971 году, и продержался на этой роли до ноября 1997 года.
На протяжении 1970-х годов МакМэн получил власть в компании и в течение следующего десятилетия помог своему отцу в утроении телевизионной доли. Он настаивал на переименовании компании в World Wrestling Federation (WWF). Винс-младший консультировал Мохаммеда Али для матча против Антонио Иноки в 1976 году.
В 1979 году Винс и его жена Линда основали свою собственную компанию Titan Sports. В 1982 году, когда Макмэну было 37 лет, он выкупил Capitol Wrestling Corporation у своего больного отца, который умер в мае 1984 года.

### World Wrestling Federation/Entertainment/WWE

#### Рестлинг-бум 1980-х
21 февраля 1980 года Макмэн официально основал компанию Titan Sports, штаб-квартира находилась Южном Ярмуте, Массачусетс, используя ныне несуществующий Cape Cod Coliseum в качестве домашней арены. Макмэн стал председателем совета директоров компании, а его жена Линда стала соглавным исполнительным директором. В те времена, когда Винс купил WWF, реслинг был бизнесом, управляемым региональными промоушенами. Различные промоутеры сходились в том, что они не будут вторгаться на территории друг друга и эта практика продолжалась десятилетиями. Макмэн иначе представлял себе развитие индустрии. В 1983 году WWF вышел из NWA во второй раз, которая была руководящим органом для всех региональных территорий во всем США и даже в Японии.
Он начал расширять свою деятельность на национальном уровне, продвигая WWF в районах за пределами северо-восточного побережья США и подписывая сотрудников других компаний, например American Wrestling Association. В 1984 году он нанял Халка Хогана в качестве харизматичной новой мегазвезды WWF, чем оба вызвали гнев коллег по отрасли. Тем не менее, Макмэн (который до сих пор выступал на ТВ в роли положительного комментатора шоу WWF) создал явление The Rock 'n' Wrestling Connection, включив звёзд поп-музыки с MTV в сюжетные линии реслинга. В результате, WWF смог расширить свою аудиторию до национального уровня. 31 марта 1985 года он провёл первую WrestleMania в «Мэдисон-сквер-гарден», которая транслировалась на закрытых каналах по всей территории США.
В конце 1980-х Макмэн сформировал из WWF уникальный спортивный бренд, который подходил для семейного просмотра и привлекая фанатов, которые никогда раньше не интересовались реслингом. К 1987 году WWF привлёк 93 177 фанатов на арену «Понтиак Сильвердоум», где проходила WrestleMania III, закрывали которую Халк Хоган и Андре Гигант.

#### Эра Attitude
После вступления в борьбу с World Championship Wrestling (WCW) Теда Тёрнера Макмэн укрепил WWF в качестве лидирующей реслинг-организации конце 1990-х, когда он ввёл новую стратегию бренда. Почувствовав общественный сдвиг к более ожесточённой и циничной стилистике, Макмэн направил сюжетные линии в сторону модели более ориентированной на взрослых. Эта концепция стала известна под названием эра Attitude. Новая эра началась, когда он лишил Брета Харта чемпионского титула в инциденте, теперь известным как «Монреальский облом». Макмэн, который годами преуменьшал свою реальную власть в компании и в основном был известен как комментатор, стал участвовать в сюжетных линиях WWF как отрицательный персонаж Мистер Макмэн. В результате, WWF неожиданно оказался в центре национальной поп-культуры, привлекая миллионы телезрителей и попадая в число самых рейтинговых передач по кабельному телевидению. В октябре 1999 года Макмэн возглавил WWF в ходе первичного публичного размещения акций компании.
23 марта 2001 года Макмэн приобрёл WCW у систем Тёрнера. 1 апреля 2001 года Extreme Championship Wrestling подала заявление о банкротстве, оставив WWF в качестве последнего крупного реслинг-промоушна тех времён.

#### Смена названия компании и переход к эре «Беспощадной агрессии»
5 мая 2002 года World Wrestling Federation объявила о том, что меняет название своей компании и название своего рестлинг-промоушена на World Wrestling Entertainment (WWE) после того, как компания проиграла судебный процесс, инициированный Всемирным фондом дикой природы по поводу торговой марки WWF. Позже компания отметила, что это дало ей возможность подчеркнуть свою ориентацию не только на рестлинга, но и на развлечения. 24 июня 2002 года компания перешла к эре «Безжалостной агрессии». В этот период все ещё присутствовали многие элементы, схожие с предшествующей Attitude-эрой, включая уровень насилия, секса и ненормативной лексики, но было меньше политически некорректного контента, и больше внимания уделялось рестлингу.

#### PG-эра (с 2008)
После 22 июля 2008 года после того, как её программы WWE получили рейтинг TV-PG от телевизионного родительского комитета, Макмэн заявил, что настало время «гораздо более сценарной» PG-эры, где компания может «давать зрителям то, что они хотят, гораздо более сложным способом». Макмэн также заявил, что переход на PG отменил «излишества» Attitude-эры и «открыл новую эру утончённого и захватывающего повествования». Переход в PG-эру также сделал промоушен более привлекательным для корпоративных спонсоров.

#### Эра WWE Network (с 2014)
В 2014 году было объявлено о запуске нового стримингового проекта WWE Network, который стал основной площадкой для трансляции крупных шоу WWE, а также веб-проектов. Библиотека WWE Network со временем была наполнена всеми PPV WWE, а также других компаний, права на шоу которых были у WWE: в первую очередь, WCW и ECW. На WWE Network начали транслировать шоу третьего бренда WWE NXT. Там же выходили документальные проекты и видео-подкасты. На фоне сообщений о появлении сервиса серьёзно выросла цена акций WWE, что привело к тому, что впервые за более чем десятилетие Винс Макмэн стал миллиардером. Инвестиции в проект быстро окупились, уже через несколько лет после отказа от ставки на трансляции PPV WWE начала получать рекордные доходы.

#### Новый соперник — AEW (с 2019)
В 2019 году у WWE впервые с 2001 года появился конкурент на телевизионном рынке. Новая компания All Elite Wrestling была основана в начале 2019 года, в мае было организовано первое шоу, а в октябре состоялась премьера ТВ-шоу Dynamite. Совладелец, президент, генеральный менеджер, а позже и главный букер AEW Тони Хан заявлял проект как альтернативу для тех, кто разочаровался в WWE. Один из исполнительных вице-президентов AEW Коди Роудс обещал, что в компании не планируют приглашать для выступлений рестлеров, уволенных из WWE. Летом 2019 года, во многом под влиянием появления новой компании Винс Макмэн заявил, что шоу WWE станут чуточку «острее» (edgier), но при этом останутся в формате PG. Несмотря на это в октябре шоу WWE NXT было перенесено на национальное кабельное телевидение, на телеканал USA Network. После полутора лет противостояния было принято решение убрать NXT на другой эфирный день — вторник. 29 июля 2021 года в ходе онлайн-пресс-конференции Макмэн заявил, что не считает AEW конкурентом WWE, обратив внимание на большие траты AEW на то, чтобы подписывать контракты с недавно уволенными рестлерами WWE.

#### Уход от руководящих позиций, увольнение и возвращение (2020—2022)
В 2020 году в WWE пригласили топ-менеджера Creative Artists Agency Ника Хана. Он получил назначение в финансовый отдел, и смог добыть для WWE несколько выгодных сделок. В частности, права на WWE Network были очень выгодно проданы в Индии, на Ближнем востоке, в США стримы площадки были проданы Peacock за контракт общей суммой в миллиард долларов. Он же годом ранее в статусе приглашённого агента договорился о телевизионных контрактах с FOX и NBCUniversal для ключевых шоу RAW и Smackdown. Соглашения были рассчитаны на пять лет и суммарно оценивались в два миллиарда долларов. Появление Хана в управленческих кругах помогло уже 74-летнему Макмэну уделить больше внимания реорганизации компании. Макмэн также стал чаще пропускать значимые шоу WWE. В частности, в 2021 году он пропустил одно из главных Премиум-шоу Royal Rumble. Топ-менеджеры в интервью стали чаще рассуждать о том, что будет с WWE после ухода Винса Макмэна.
В начале 2022 года Ник Хан сообщил, что в WWE поступали предложения о покупке компании, но Винс Макмэн эти предложения отвергал.
Весной 2022 года Винс Макмэн провёл незаявленный заранее матч на WrestleMania 38, совершив возвращение на ринг спустя 12 лет и символически попрощавшись с WWE ещё и на ринге.

#### Обвинения в сексуальной агрессии (2022—н.в.)
В июне 2022 против Винса Макмэна выдвинули обвинения в том, что у него был роман с сотрудницей и он заплатил ей 3 миллиона долларов США «за молчание», 17 июня 2022 года Макмэн добровольно покинул пост председателя и генерального директора WWE, до завершения внутреннего расследования. Дочь Макмэна, Стефани, была назначена временно исполнять обязанности генерального директора и председателя совета директоров. 22 июля 2022 года Винс Макмэн официально объявил о своем уходе. В своём сообщении Макмэн уточнил, что оставляет весь свой бывший функционал, но при этом останется мажоритарным держателем акций WWE и будет всячески поддерживать компанию. Своими преемниками Макмэн назвал Стефани Макмэн (сохранившую пост Председателя совета директоров WWE) и Ника Хана.
6 января 2023 года было объявлено, что Макмэн возвращается в WWE в качестве исполнительного председателя совета директоров.
25 января 2024 года стало известно, что Джейнел Грант, бывшая неназванная сотрудница WWE, подала иск против Макмэна и Джона Лауринайтиса о секс-торговле. Грант обвиняет Макмэна в том, что он сексуально эксплуатировал её: принуждал её к агрессивному сексу, в том числе с копрофилией; распространял порнографические материалы с ней, среди сотрудников компании; принуждал к сексу с другими людьми, в том числе с главой отдела отношения с кадрами WWE — Джоном Лауринайтисом; использовал сексуальные действия с ней для получения нового контакта с «бывшим чемпионом UFC»; и другие обвинения в сексуальной агрессии. Согласно жалобе, Макмэн «осыпал Грант подарками и пустыми обещаниями повышения на работе, в то же время угрожая ей деньгами и репутацией, если бы она не поддалась его все более развратным сексуальным требованиям». Жена Макмэна Линда Макмэн настояла на том, чтобы Грант подписала документы о неразглашении, однако Грант утверждает, что из 3 миллионов долларов «за молчание» она получилась лишь один, после чего выплаты прекратились. Иск требует неопределенной суммы денежного ущерба, а также решения о том, что соглашение о неразглашении, подписанное Грант, когда она была сотрудницей WWE, является «недействительным и не имеющим силы, и не запрещает никаких претензий истца к ответчикам». 26 января 2024 года Винс Макмэн подал в отставку из TKO. В своем заявлении Макмэн сказал, что решение было принято «из уважения ко Вселенной WWE, необычному бизнесу TKO и его членам совета директоров, акционерам, партнерам и избирателям, а также всем сотрудникам».

### TKO Group Holdings
3 апреля 2023 года WWE и Endeavor заключили соглашение, согласно которому WWE объединится с материнской компанией UFC Zuffa и образует новую компанию, которая выйдет на Нью-Йоркскую фондовую биржу под тикером TKO. 16 мая представитель Endeavor заявил, что компания будет называться TKO Group Holdings. Endeavor будет владеть 51 % акций TKO Group Holdings, а акционеры WWE — 49 %, что оценивает стоимость WWE в 9,1 млрд долларов. Слияние состоялось 12 сентября 2023 года, Макмэн получил пост исполнительного председателя объединённой компании.

### Другой бизнес
В 1979 году Винс и Линда приобрели команды Cape Cod Coliseum и Cape Cod Buccaneers из хоккейной лиги Атлантического побережья. В дополнение к рестлингу и хоккею, они начали устраивать рок-концерты (включая Van Halen и Rush) в нелетние месяцы, которые традиционно считались убыточными из-за отсутствия туристов. Это начинание заставило Макмэнов вступить в Международную ассоциацию управляющих аренами, изучая детали аренного бизнеса и общаясь с другими управляющими на конференциях, что Линда позже назвала большим преимуществом, которое привело к успеху WWE.
В 1990 году Макмэн основал организацию Всемирную федерацию бодибилдинга, которая распалась в 1992 году.

#### XFL
В 2000 году Макмэн снова вышел за пределы рестлинга, основав XFL, профессиональную лигу американского футбола. Лига стартовала в феврале 2001 года, Макмэн появился на первой игре, но после одного сезона была закрыта из-за низких телевизионных рейтингов.
В 2017 году Макмэн основал полностью независимую от WWE компанию — Alpha Entertainment, которая будет управлять лигой по американскому футболу — XFL, игры которой стартуют в 2020 году. Игры XFL пройдут в следующих городах: Даллас, Хьюстон, Лос-Анджелес, Нью-Йорк/Нью-Джерси, Сент-Луис, Сиэтл, Тампа-Бей, Вашингтон. В 2019 лига заключила многолетние соглашения с Disney и Fox Sports на трансляции своих игр. Матчи покажут как на национальном ТВ (ABC, Fox), так и на кабельном (ESPN, ESPN2, FS1, FS2).
13 апреля 2020 года лига подала заявление о банкротстве в связи с пандемией COVID-19. В августе 2020 лига была продана структуре Дуэйна Джонсона.

## Карьера в рестлинге

### World Wide/World Wrestling Federation/Entertainment/WWE

#### Комментатор (1971—1997)
До появления персонажа Мистера Макмэна он был прежде всего комментатором на телевизионных шоу. Хотя он публично называл себя владельцем WWF вне программ компании, на шоу его владение WWF считалось секретом Полишинеля до середины 1990-х годов. Вместо него президентом WWF изображался Джек Танни.
Макмэн дебютировал в качестве комментатора в 1971 году, когда он заменил Рэя Моргана после того, как тот поспорил с отцом Макмэна, Винсентом Джей. Макмэном, о зарплате незадолго до запланированного телевизионного эфира. Старший Макмэн позволил Моргану уйти, вместо того чтобы уступить его требованиям, и ему срочно понадобилась замена, и он предложил её своему сыну. Для младшего Макмэна это тоже был компромисс, поскольку это позволило ему появиться на телевидении. Макмэн хотел стать рестлером, но отец не разрешил ему, объяснив, что промоутеры не появляются на шоу и должны держаться в стороне от своих рестлеров.
В конце концов, Макмэн стал постоянным комментатором и сохранял эту роль до ноября 1997 года. Как и большинство комментаторов play-by-play, Макмэн был «голосом фанатов», в отличие от color-комментатора хила — Джесси Вентуры, Бобби Хинана или Джерри Лоулера. Помимо матчей, Макмэн также вёл другие шоу WWF и представил программы WWF на канале TBS в «чёрную субботу», после того как WWF приобрела компанию Georgia Championship Wrestling и её прибыльный субботний вечерний таймслот. На церемонии вручения премии «Слэмми» в 1987 году Макмэн выступил в музыкальном номере и спел песню Stand Back.

## Критика
Несмотря на колоссальный успех, которого в сфере спортивных развлечений добился Макмэн, его практически постоянно нещадно критиковали за различные аспекты ведения бизнеса и управления WWF/E.
Объектом для критики Макмэн стал с самого начала работы, поскольку его бизнес-стратегия изначально была ориентирована на скупку конкурентов, переманивание их сотрудников и иные способы выведения из бизнеса. При Макмэне фактически была уничтожена сложившаяся десятилетиями территориальная система, Макмэн активно привлекал под более высокие зарплаты звёзд ведущих организаций из Техаса (World Class), Северной Каролины (NWA), Миннесоты (AWA). В 90-е годы в противостоянии с WWF не смогли выжить WCW и ECW. Наследие этих компаний было включено в историю WWF после приобретения авторских прав на все шоу в истории этих компаний.
Одним из самых серьёзных обвинений в адрес Макмэна было то, что при нём стали намного чаще открыто говорить, что исходы матчей в рестлинге предопределены заранее, что долгое время тщательно скрывалось. Во второй половине 90-х при активном участии онлайн-обозревателей, публиковавших данные о грядущих шоу, основанные на сведениях от имевшихся инсайдеров, многие исходы матчей становились известны заранее.
Сторонники традиционного рестлинга также обвиняли Макмэна в том, что он сделал шоу простыми и примитивными, чтобы они стали семейным развлечением. Сами матчи стали короче и менее насыщенными. Во времена «Аттитуды», ставшей одной из самых коммерчески-успешных эр в рестлинге, внимание было перенесено с матчей на закулисные сегменты. Эту идею Макмэн активно реализовывал при участии главного букера тех времён Винса Руссо. В то же время Макмэн в конце 90-х серьёзно сексуализировал образ женщины на ринге и вообще увеличил количество полу-эротики на шоу. Макмэну предъявляли претензии по поводу того, что на его шоу получить эфирное время могут лишь женщины с внешностью, соответствующей его собственным идеалам красоты — блондинки с выразительными фигурами.
Такая же критика регулярно высказывалась в адрес тех персонажей, которых Макмэн продвигал на своих шоу. Обозреватели отмечали, что это всегда должны были быть крупные мужчины с развитой мускулатурой в то время на талант в рестлинге, харизму и умения на ринге обращалось меньше внимания. Широко известен случай, когда Макмэн попытался создать следующую большую звезду из рестлера Тома Маги, который обладал соответствующей внешностью, но у которого совершенно отсутствовал талант, и лишь старания оппонента Брета Харта сделали его испытательный матч зрелищным. Большинство из выбранных Макмэном рестлеров не достигали ожидаемых успехов и высоких результатов. К большинству Макмэн быстро терял интерес и сам.
Считается, что в определённый момент Винс Макмэн утратил контакт со зрителями, перестал ориентировать шоу WWE на то, что было интересно им, и начал продвигать то, что считал уместным сам — как бы порой непонятно и несовременно это ни было.. Таким образом рестлеры получали всё меньше возможности сделать свой вклад в развитие сюжетов, что многих приводило к профессиональному выгоранию и желанию как можно скорее покинуть WWE. То, как Винс Макмэн видел сценарии WWE, многие считают причиной снижения рейтингов шоу рестлинга, хотя на фоне общего снижения популярности телевидения WWE удавалось сохранять лидирующие позиции в своих телевизионных слотах. Вместе с тем было много свидетельств того, как отдельные сюжеты часто отталкивали зрителя.
Поводом для критики Макмэна также стало то, что при нём было сведено к минимуму искусство командного рестлинга. Считалось, что Винс Макмэн предпочитал реже задействовать команды в сюжетах, поскольку платить за одну сюжетную линию приходилось двум сотрудникам. Также травма или увольнение одного сотрудника фактически перечёркивало сюжет и для другого рестлера. Все это привело к тому, что в WWE появился стереотип, что в команду рестлеров объединяют, чтобы продвинуть одного участника за счёт другого, и более ничего.
Пользуясь своим многолетним фактически монопольным положением Винс Макмэн порой открыто пытался переписать историю, выставив события прошлых лет в ином свете, нежели это было на самом деле. Порой доходило до откровенной лжи о значимости тех или иных рестлеров, событий и организаций. Работало это переписывание в обе стороны: какие-то моменты возводились в абсолют (например, значимость группировки DX), некоторые наоборот сводились к минимуму (например, история Джесси Вентуры в WWF). Иногда оба способа использовались по отношению к одному рестлеру/событию (например, отношение к Последнему Воину).

## Личная жизнь
26 августа 1966 года Макмэн женился на Линде Макмэн. Церемония прошла в городе Нью-Берн, Северная Каролина. Винс и Линда познакомились в церкви, когда Линде было 13, а Винсу 16. У них двое детей — Шейн и Стефани, которые также работают в WWE. Шейн покинул компанию в январе 2010 года, однако вернулся в 2016 и после этого с перерывами работал до 2022 года.
У Макмэна 6 внуков: Деклан Джеймс, Кеньон Джесси Макмэн и Роган Генри Макмэн, сыновья Шейна и его жены Мариссы; и Аврора Роуз, Мёрфи и Вон Эвелин Левек — дочери Стефани и её мужа Пола Левека.
В апреле 2017 года появились сообщения, что фильм о карьере Винса Макмэна находится в производстве. Рабочее название фильма «Пандемониум», ожидается, что картину поставят режиссёры фильма «Эта дурацкая любовь» Гленн Фикарра и Джон Рекуа.
В июле 1999 года попал в тяжёлое ДТП, когда на мотоцикле врезался в выехавший на дорогу задом легковой автомобиль. При падении Макмэн повредил позвоночник, сломал копчик, получил смещение костей таза и несколько других травм.

## Скандалы

### Обвинения в изнасилованиях и домогательствах
3 апреля 1992 года Рита Чаттертон, бывший рефери, известная тем, что в 1980-х годах выступала в WWF под именем Рита Мари и стала первой женщиной-рефери в WWF (возможно, в истории рестлинга), выступила в передаче Джеральдо Ривера «Теперь это можно рассказать». Она заявила, что 16 июля 1986 года Макмэн пытался заставить её заняться с ним оральным сексом в его лимузине, а когда она отказалась, изнасиловал её.
1 февраля 2006 года Макмэн был обвинён в сексуальных домогательствах работницей солярия в Бока-Ратоне, Флорида. Сначала обвинение казалось дискредитированным, поскольку Макмэн в это время находился в Майами на шоу Royal Rumble 2006. Вскоре выяснилось, что о предполагаемом инциденте сообщили в полицию в день проведения шоу, но на самом деле он произошёл накануне. 25 марта стало известно, что в результате расследования Макмэну не будет предъявлено никаких обвинений.

### Судебное разбирательство
В ноябре 1993 года Макмэну было предъявлено обвинение в федеральном суде после конфликта вокруг стероидов, охватившего WWF, в результате чего он временно передал контроль над компанией своей жене Линде. Дело дошло до суда в 1994 году, где Макмэн был обвинён в распространении стероидов среди своих рестлеров. Одним из свидетелей обвинения был Кевин Вачольц, который выступал за компанию в 1992 году под именем Нэилз и был уволен после жестокой конфронтации с Макмэном. Вачольц дал показания, что Макмэн приказал ему использовать стероиды, но его достоверность была поставлена под сомнение, поскольку он дал понять, что «ненавидит» Макмэна. В июле 1994 года присяжные оправдали Макмэна.

### Иск от Джейнел Грант (2022, 2024)
В июне 2022 года Wall Street Journal сообщил, что получил информацию о том, что Совет директоров WWE инициировал независимое расследование по поводу анонимного обвинения в адрес Макмэна, в соответствии с которым он заплатил 3 миллиона долларов бывшей сотруднице WWE за молчание об их связи. В конце марта в Совет директоров было направлено электронное письмо, в котором сообщалось, что связь была по обоюдному согласию, но при этом были высказаны обвинения в некорректном сексуальном поведении в адрес Макмэна, а также старшего Исполнительного вице-президента Джона Лауринайтиса. После этих обвинений Винс Макмэн на время расследования временно покинул занимаемые топ-менеджерские посты (Исполнительного директора и Председателя совета директоров), а на эти посты была назначена его дочь Стефани Макмэн. Через три недели последовала новая разоблачающая статья от Wall Street Journal, в которой Макмэна обвинили в том, что попыток заплатить за молчание было больше, а всего Макмэн выплатил более 12 миллионов четырём женщинам. 7.5 миллионов предположительно получила бывшая рестлерша, которую в первой половине 2000-х Макмэн склонил к оральному сексу. Эта рестлерша была уволена в 2005-м году, когда отказала Макмэну в последовавших приставаниях. Также по миллиону предположительно получили две бывшие сотрудницы, столкнувшиеся с домогательствами со стороны Макмэна. 9 августа в финансовой отчётности WWE была опубликована информация о ещё одной выплате в 5 миллионов долларов, которую Макмэн не задекларировал.
В начале 2024-го года стало известно, что против Макмэна и WWE был подан иск с обвинениями в сексуальной агрессии, а также в невыплате денег за молчание. Стало ясно, что фигурант дела - бывшая сотрудница WWE Джейнел Грант обвинила Винса Макмэна в том, что с 2019-го по 2022-й годы она находилась в сексуальной связи с Винсом Макмэном, которому на тот момент уже исполнилось 74 года. Макмэн предложил Грант работу в офисе WWE и проживание в отдельном доме в обмен на сексуальные услуги весьма извращенного характера. В СМИ был опубликован 67-страничный документ, в котором описывались подробности их сексуальных контактов, на которые сама Грант разрешения не давала. Также Макмэн требовал, чтобы она занималась сексом с другими сотрудниками WWE, среди которых был упомянут тогдашний начальник отдела кадров Джон Лауринайтис и неназванный по имени бывший чемпион UFC в тяжелом весе (им оказался Брок Леснар). Выяснилось, что первый иск Грант к Макмэну был завершен мировым соглашением, по которому Макмэн обязался выплатить ей 3 миллиона долларов в течение трех лет взамен на документы о неразглашении. После того, как в 2022-м году сведения о выплате денег Макмэном просочились в СМИ, Макмэн приостановил выплату денег. После этого было принято решение подать этот иск. 2 февраля СМИ сообщили, что начато расследование на федеральном уровне.
Винс Макмэн все обвинения в свой адрес отрицал, однако 26 января покинул занимаемый пост Председателя Совета Директоров TKO, оставшись одним из акционеров компании.

## Титулы и награды
- World Wrestling Federation / World Wrestling Entertainment
  - Чемпион ECW (1 раз)[84]
  - Чемпион WWF (1 раз)[85]
  - Победитель «Королевской битвы» (1999)[86]
- Pro Wrestling Illustrated
  - Вражда года (1996) против Эрика Бишоффа[87]
  - Вражда года (1998, 1999) против Стива Остина[87]
  - Вражда года (2001) против Шейна Макмэна[87]
  - Матч года (2006) против Шона Майклза в матче без правил на WrestleMania 22[88]
- Wrestling Observer Newsletter
  - Лучший букер (1987, 1998, 1999)
  - Лучший не-рестлер (1999, 2000)
  - Лучший промоутер (1988, 1998—2000)
  - Вражда года (1998, 1999) против Стива Остина
  - Худшая вражда года (2006) с Шейном Макмэном против D-Generation X (Шона Майклза и Triple H)
  - Самая отвратительная рекламная тактика (1997) — интервью Мелани Пиллман на Raw на следующий день после смерти Брайана Пиллмана
  - Самая отвратительная рекламная тактика (1999) — продолжение Over the Edge после смерти Оуэна Харта
  - Самая отвратительная рекламная тактика (2003) — продукция Макмэнов повсюду
  - Самая отвратительная рекламная тактика (2022) — появление в эфире после обвинений
  - Самая отвратительная рекламная тактика (2023) — вернулся к руководству WWE и остался в TKO
  - Худший матч года (2022) — пр. Пэта Макафи на WrestleMania 38
  - Зал славы Wrestling Observer Newsletter (1996)

- Другие награды
  - Аллея славы «Мэдисон-сквер-гарден»
  - Обладатель звезды на голливудской «Аллее славы»; первый рестлер, получивший эту награду[89]